# Concerto per pianoforte e orchestra n. 1 (Šostakovič)
Il Concerto per pianoforte, tromba ed orchestra d'archi n. 1 di Dmitrij Šostakovič è stato composto ed eseguito per la prima volta nel 1933, con l'Orchestra filarmonica di Leningrado e il compositore stesso al pianoforte.

## Storia
Il concerto, dall'organico molto particolare (così come il suo vero nome, Concerto per pianoforte con accompagnamento di orchestra d'archi e tromba), è ricco di citazioni di altre opere, del compositore stesso (come la suite de Il povero Colombo) e di altre opere di grandi compositori, come Beethoven (l'Appassionata) e Haydn. La melodia della tromba nel Quarto movimento è di una famosa canzone di allora.

## Struttura
Il concerto, che dura circa 25', è formato da quattro movimenti:

### Allegretto
L'inizio del primo movimento può essere considerato come se fosse un saluto: infatti, 5 battute aprono il concerto in un modo che troveremo solo 1 volta in tutto il brano: il pianoforte, accompagnato dalla tromba che esegue piccole scale cromatiche per sfociare nel vero primo movimento. La melodia, successivamente, è ben accompagnata da accordi del pianoforte. Seguirà poi un piccolo momento orchestrale che porterà alla vera anima del concerto, cioè il dialogo tra il pianoforte e l'orchestra d'archi. Il primo movimento si basa tutto su questi dialoghi. Finirà poi con la stessa melodia iniziale, accompagnata stavolta dalla tromba, finendo in pianissimo e attando sul secondo movimento.

## Discografia
- Complete concertos, Paavo Berglund (Dir.), Cristina Ortiz (Pf.), Bournemouth Symphony Orchestra (1975)